# Cernon (Tarn)
Der Cernon ist ein Fluss in Frankreich, der im Département Aveyron in der Region Okzitanien verläuft. 

## Flusslauf
Der Cernon entspringt auf der Kalk-Hochebene Causse du Larzac, im Gemeindegebiet von Sainte-Eulalie-de-Cernon, entwässert durch den Regionalen Naturpark Grands Causses zunächst in westlicher Richtung, schwenkt dann auf Nord und mündet nach 30 Kilometern im Gemeindegebiet von Saint-Georges-de-Luzençon als linker Nebenfluss in den Tarn.

## Orte am Fluss
(Reihenfolge in Fließrichtung)
- Sainte-Eulalie-de-Cernon
- Lapanouse-de-Cernon
- La Bastide-Pradines
- Saint-Rome-de-Cernon
- Saint-Georges-de-Luzençon